# Эпплтон, Эмили
Эмили Эпплтон (англ. Emily Appleton; Пустой шаблон {{ВД-Преамбула}} ) — британская профессиональная теннисистка. Победительница одного турнира WTA 125 в парном разряде.
Четвертьфиналистка трёх юниорских турниров Большого шлема: в одиночном разряде (Открытый чемпионат Австралии-2017), и в парном разряде (Открытый чемпионат Австралии-2017, Открытый чемпионат США-2017); бывшая десятая ракетка мира в юниорском рейтинге ITF (2017).

## Общая информация
Родилась 1 сентября 1999 года в городе Чертси, в Англии, в Великобритании.

## Спортивная карьера
В 2018—2025 годах стала победительницей четырёх турниров ITF в одиночном разряде.
И в 2017—2024 годах стала победительницей ещё одного турнира WTA 125 и двадцати турниров ITF в парном разряде.

### 2024
В конце июня 2024 года получила уайлд-кард на Уимблдонский турнир и участвовала в основной сетке парного разряда, где вместе с соотечественницей Юрико Миядзаки в первом круге соревнований победила китайскую пару Ван Сиюй и Чжу Линь, но во втором круге проиграла паре Се Шувэй и Элизе Мертенс со счётом 1-6, 2-6.